# 民視第一台
民視第一台，是民間全民電視公司旗下的綜合頻道，其前身「台灣交通電視台」是台灣電視史上第一個屬於行動通勤族的電視頻道，提供全天候路況畫面、即時氣象、新聞、音樂、生活實用資訊等。目前民視第一台的內容以民視的既有節目重播為主，部分時段和民視新聞台同步聯播。

## 歷史
- 2004年5月24日，台灣交通電視台開播，是台灣第一個屬於行動通勤族的電視頻道。
- 2014年10月起，台灣交通電視台改為24小時播出（2004年7月至2014年9月底的播出時間為每天06:00到隔日01:00），是民視第二個24小時全日播放的無線電視頻道（第一個是民視新聞台）。12月29日改為16:9高畫質（HD）製作，不過當時因無線數位頻道的頻寬關係，無法提供高畫質（HD）訊號播出，以16:9規格標準畫質（SD）訊號播出。
- 2014年12月31日，部分數位有線電視改以高畫質（HD）播出，無線電視維持標準畫質（SD）播出。除數位電視外，也可透過四季影視網站收看。
- 從2017年2月13日起，播出節目的時候不再顯示現在時間
- 2017年9月1日起，台灣交通電視台更名為民視第一台，台標於當天00:01起更換。
- 2018年3月26日凌晨3點起，無線數位電視的民視第一台升級為高畫質（HD）播出。
- 2019年起，在有線電視陸續定頻至151頻道，並進行改版，並開始重播民視以前的綜藝、戲劇等節目。
- 2020年11月，和MOMOTV共同簽下P. LEAGUE+職籃第一季轉播權；自12月19日起直播該季全部賽事。
- 2022年9月8日凌晨2點起，因CH7公視新增TAIWANPLUS頻道，原數位頻道CH8，改為CH9播出。

## 節目
- 中華職棒26年12場熱身賽(2015/3/7~2015/3/17)
- Go車誌
- Live ABC
- 民視晨間新聞
- 元氣加油站
- 民視午間新聞
- 左岸第五街
- 風雲車談
- 發燒MV大賞
- 用點心做點心
- 非看Book
- 民視晚間新聞
- 民視晚間新聞搶先報
- 新聞大解讀
- 美國職棒看民視
- 堯錢術
- 時尚新歡.com
- 星空音樂Spa
- 單車騎遇
- 台灣心農情
- 寵物聚樂部
- 街頭有搞頭
- 娛樂星玩意
- 有young學樣
- FMTV電影院
- 香榭大道
- 幸福學分班
- 夜未眠 Follow Me
- 民視體育新聞
- 活力天天樂
- 星座女人系列
- Go Go Taiwan
- 廉政英雄
- 好命Yes色
- 江山美人
- 電影情報讚(原FMTV電影院)
- 民視午夜新聞
- 新兵日記
- 乞丐郎君千金女
- 飛龍在天
- GO GO 捷運
- 台灣演義
- 綜藝大集合
- 型男好生活
- 民視異言堂
- 2016里約奧運賽事直播

（8月6日到8月22日）
- 早安活力GO
- 民視全球新聞
- 娘家
- 築夢新臺灣
- 型男好生活
- 消費高手
- 快樂故事屋
- 快樂來運動
- 幸福來了
- 築夢新臺灣
- 台灣那麼旺
- 舞力全開
- 豬哥會社
- 實習醫師鬥格
- 時來運轉
- P. LEAGUE+賽事轉播(2020/12/19~2024/06/20)
- 親戚不計較

## 外部連結
- 民視第一台的Facebook專頁
- 316 民視第一台 - 中華電信 MOD 網站 （页面存档备份，存于）